# Cybaeus balkanus
Espèce
Cybaeus balkanus est une espèce d'araignées aranéomorphes de la famille des Cybaeidae.

## Distribution
Cette espèce se rencontre en Bulgarie, en Serbie, au Kosovo, en Macédoine du Nord et en Grèce.

## Description
Le mâle holotype mesure 8,50 mm et la femelle paratype 8,50 mm.

## Systématique et taxinomie
Cette espèce a été décrite par Deltshev en 1997.

## Étymologie
Son nom d'espèce lui a été donné en référence au lieu de sa découverte, les Balkans.

## Publication originale
- Deltshev, 1997 : A new species of Cybaeidae: Cybaeus balkanus spec. nov. from the mountains of Balkan peninsula (Arachnida: Araneae). Reichenbachia, vol. 32, no 1, p. 1-4.